# عزام التميمي
عزام سلطان التميمي ناشط سياسي وأكاديمي فلسطيني بريطاني. ولد في 15 مارس لعام 1955 بمدينة الخليل بفلسطين.
شغل منصب مدير معهد الفكر السياسي الإسلامي بلندن.، وهو عضو في  الرابطة الإسلامية في بريطانيا وعضو مجلس إدارة قناة الحوار الفضائية. له نشاط إعلامي، ويظهر على شاشات الجزيرة الفضائية بمحطتيها العربية والإنجليزية، وكذلك يقدم بعض البرامج على قناة الحوار الفضائية وغيرها من القنوات العربية والإنجليزية. كما تنشر له بعض المقالات والآراء في صحيفة الغارديان البريطانية.
وله عدة مؤلفات باللغة الإنجليزية حول الفكر السياسي الإسلامي والحركات الإسلامية.

## السيرة الشخصية والمهنية

### الحياة الشخصية
ولد عزام التميمي في مدينة الخليل بالضفة الغربية، جنوب القدس، وعاش بها حتى السابعة من عمره، ثم انتقل مع أسرته إلى الكويت. لاحقا انتقل عزام التميمي إلى لندن واستقر فيها، ويعيش حاليا في حي ويليزدين، وقد حصل مع زوجته وأبنائه الثلاثة على الجنسية البريطانية.

### التدرج الأكاديمي
حيث سافر إلى لندن لإتمام دراسته الجامعية، بجامعة ساندلاند، ثم حصل على الدكتوراة في الفلسفة السياسية من جامعة ويستمينستر بلندن في عام 1998. عمل باحثاً بجامعة ويستمينستر في الفترة من (سبتمبر 1992 حتى يونيو 1999)، ثم عمل محاضرًا في معهد ماركفيلد للتعليم العالي ببريطانيا من سبتمبر 2000 وحتى نهاية مارس 2004، بعدها عمل أستاذًا زائرًا لمدة ستة أشهر بجامعة كيوتو في اليابان في الفترة من مارس وحتى سبتمبر لعام 2004، وبعدها عمل بجامعة ناغويا اليابانية لمدة ثلاثة أشهر من ديسمبر 2005 وحتى مارس 2006.

### تجارب إعلامية
شارك د. عزام عام 2006 في تأسيس قناة الحوار الفضائية التي انطلق بثها من لندن في يوليو عام 2007.، وله مشاركات دورية على قناة الحوار أهمها برنامج مراجعات الذي عرض فيه مذكرات مصورة لكثير من الشخصيات المعروفة مثل يوسف القرضاوي ورائد صلاح وعصام العطار وإبراهيم منير. وله أيضا مشاركات إعلامية عديدة في قناة الجزيرة بلغتيها، وكذلك في بي بي سي وغيرها من القنوات الإنجليزية، بوصفه خبيرًا في الحركات الإسلامية والقضية الفلسطينية.

## آراء وتوجهات

### الحرب على الإرهاب
يرى د.عزام التميمي أن ما يسمى بالحرب على الإرهاب التي تشنها كلا من الولايات المتحدة وحلفائها منذ الحادي عشر من سبتمبر، ما هي إلا حرب على الإسلام- في رأي العالم الإسلامي. ويرى عزام أن جورج دبليو بوش لقد حاول محاربة الإرهاب بالحروب والظلم السياسي وانتهاكات حقوق الإنسان، وأن تلك الوسائل لن تغير في الوضع بل ومن شأنها أن تحدث مفعولا معاكسا.

### القضية الفلسطينية
يعتبر التميمي أحد مؤيدي حركة حماس، إلا أنه نادى بضرورة قيام حماس بإجراء بعض التعديلات في ميثاقها لتزيل منه نظريات المؤامرة والعداء لليهود، وتحدد الخصم في الصهيونية واحتلالها لفلسطين. 
«عندما تراجع الوثيقة، سيحذف كل الكلام غير المهم الذي يتعلق ببروتوكولات حكماء صهيون ونظريات المؤامرة، فمثل هذه الأشياء كانت لا تستوجب الذكر من الأساس. بيد أن الوثيقة ستظل تنادي بنهاية دولة إسرائيل وإقامة دولة فلسطينية على كامل الأراضي الفلسطينية».
أكد د. عزام التميمي، في عام 2004, أنه، بصفته مواطنا فلسطينيا، لا يقبل الاعتراف بشرعية إسرائيل، وأن هذه الدولة أنشئت «على أرض سرقت من جدي وأبي وأمي». كما يرى د. عزام أن «الصهيونية ما هي إلا مذهب عنصري». لا يرى عزام أرضية لمفاوضات بين الفلسطينيين وإسرائيل في ظل الحصار والعقوبات الجماعية التي تغلق الطريق أمام إمكانية التعايش.

## مؤلفات-
كتب د. عزام التميمي عدة كتب باللغة الإنجليزية حول الحركات الإسلامية وتاريخها. وقد صدر له عدة كتب عن دور نشر مختلفة، مثل كتابه "الإسلام والعلمانية في الشرق الأوسط" الصادر عن دار هيرست ببريطانيا وجامعة نيويورك بالولايات المتحدة الأمريكية عام 2000، وكتابه "راشد الغنوشي: ديمقراطي بين الإسلاميين" الصادر عن جامعة أكسفورد في عام 2001، وكتابه "حماس: فصول لم
تكتب" الصادر عن دار هيرست البريطانية في خريف 2006، ثم كتابه "حماس تاريخ من الداخل" الصادر عن دار إنترلينك الأمريكية في خريف 2007.

## وصلات خارجية
- جمعية حقوقية سويسرية تدافع عن زيارة عزام التميمي لسويسرا
- لقاء مع قناة TRT التركية عن مقتل جمال خاشقجي على موقع يوتيوب